# Fenêtre secrète
Pour plus de détails, voir Fiche technique et Distribution.
Fenêtre secrète (Secret Window) est un thriller psychologique américain écrit et réalisé par David Koepp et sorti en 2004. Il est adapté de la nouvelle Vue imprenable sur jardin secret (Secret Window, Secret Garden) de Stephen King, et met en scène Johnny Depp dans le rôle d'un écrivain accusé de plagiat par un homme mystérieux interprété par John Turturro ainsi que Maria Bello en ex-épouse du premier. Il a connu un succès commercial modéré et a obtenu des critiques mitigées.

## Synopsis
Morton "Mort" Rainey, un écrivain à succès, traverse une crise depuis qu'il a surpris sa femme Amy avec son amant Ted Milner dans un motel six mois auparavant. Il est en plein milieu d'une procédure de divorce, est déprimé et souffre du blocage de l'écrivain. Alors qu'il vit reclus dans un chalet situé à la campagne, à Tashmore Lake, Mort se trouve un jour confronté à John Shooter, un fermier originaire du Mississipi qui l'accuse de plagiat et lui laisse le manuscrit d'une nouvelle qu'il a écrite en 1997, La Saison des Semis (Sowing Season), pour le prouver. Mort finit par lire ce manuscrit et lui trouve en effet de très grandes similitudes avec l'une de ses nouvelles, Fenêtre secrète (Secret Window). Le lendemain, Mort est à nouveau accosté par Shooter, mais lui affirme que sa nouvelle est antérieure, puisque publiée en 1995. Après une explication houleuse, Shooter laisse trois jours à Mort pour qu'il prouve ses dires.
Durant la nuit, Mort retrouve son chien Chico mort poignardé avec un tournevis et suspecte immédiatement Shooter. Il se rend ensuite à son ancienne résidence, où vit toujours Amy, pour récupérer son manuscrit originel mais la surprend avec Ted Milner, son amant, et renonce à l'aborder. Il engage également un détective privé, Ken Karsch, pour qu'il enquête sur Shooter. Celui-ci revient voir Mort et lui demande de modifier la fin de son histoire, principale différence entre les deux récits. Plus tard, Mort se rend à son rendez-vous avec Karsch mais ce dernier ne se montre pas. Il reçoit alors un appel de Shooter, qui lui fixe un rendez-vous, et y trouve en arrivant les cadavres de Karsch et du seul témoin qui a vu Shooter avec Mort. Mort se débarrasse des corps en jetant à l'eau la voiture où ils se trouvent du haut d'une falaise, pour ne pas être accusé des meurtres car Shooter a laissé des indices l'impliquant.
Amy appelle ensuite Mort pour lui annoncer que leur maison a entièrement brûlé. Mort demande alors au magazine où a été publié sa nouvelle pour la première fois de lui en expédier un exemplaire mais, quand il le reçoit, il s'aperçoit que les pages où devrait se trouver son histoire ont été arrachées. La chose lui paraissant impossible, Mort finit par réaliser, au fil de ses réflexions, que Shooter n'est qu'une création de son imagination et qu'il souffre en fait d'un trouble dissociatif de l'identité. Amy arrive à ce moment pour finaliser la procédure de divorce et trouve Mort complètement immergé dans sa personnalité de Shooter. Il la poursuit et la blesse avant de tuer Ted qui est arrivé peu après. Mort tue ensuite Amy tout en récitant la fin de l'histoire de Shooter. Mort retrouve alors son inspiration et traite avec indifférence les menaces du shérif, lorsque celui-ci vient le trouver pour lui annoncer qu'il est le principal suspect de la disparition d'Amy et Ted et qu'il sera arrêté dès que les corps auront été retrouvés. Après son départ, on comprend que Mort les a enterrés sous un champ de maïs et qu'il y a très peu de chances pour qu'ils soient un jour retrouvés.

## Fiche technique
- Titre : Fenêtre secrète
- Titre original : Secret Window
- Réalisation : David Koepp
- Scénario : David Koepp, d'après le roman court Vue imprenable sur jardin secret (Secret Window, Secret Garden) de Stephen King
- Photographie : Fred Murphy
- Décors : Howard Cummings
- Costumes : Odette Gadoury
- Montage : Jill Savitt
- Musique : Philip Glass et Geoff Zanelli (additionnel : Blake Neely)
- Production : Gavin Polone
- Sociétés de production : Columbia Pictures, Grand Slam Productions et Pariah Entertainment Group
- Sociétés de distribution :
  -  États-Unis : Columbia Pictures
  -  France : Columbia TriStar Films
- Budget : 40 000 000 de dollars[1]
- Pays de production : États-Unis
- Langue : anglais
- Format : Couleur - 2,35:1 - DTS / Dolby Digital / SDDS - 35 mm
- Genre : thriller psychologique
- Durée : 96 minutes
- Dates de sortie : 
  - États-Unis, Canada : 12 mars 2004
  - France, Belgique : 14 avril 2004
  - Suisse romande : 21 avril 2004
  - Déconseillé aux moins de 12 ans.

## Distribution
- Johnny Depp (VF : Arnaud Arbessier, VQ : Alain Zouvi) : Morton "Mort" Rainey
- John Turturro (VF : Gérard Darier, VQ : Sylvain Hétu) : John Shooter
- Maria Bello (VF : Virginie Ledieu, VQ : Nathalie Coupal) : Amy Rainey
- Timothy Hutton (VF : Boris Rehlinger, VQ : Daniel Picard) : Ted Milner
- Charles S. Dutton (VF : Saïd Amadis, VQ : Éric Gaudry) : Ken Karsch
- Len Cariou (VQ : Yves Massicotte) : le shérif Dave Newsome
- Joan Heney : Mme Garvey
- John Dunn-Hill : Tom Greenleaf
- Vlasta Vrána (VF : Michel Fortin) : le capitaine des pompiers Wickersham
- Matt Holland : l'inspecteur Bradley
- Gillian Ferrabee : Fran Evans
- Bronwen Mantel : Greta Bowie
- Elizabeth Marleau : Juliet Stoker

Sources doublage : VoxoFilm (VF) et doublage.qc.ca (VQ)

## Production

### Développement
Columbia Pictures acquiert les droits d'adaptation de la nouvelle Vue imprenable sur jardin secret en les échangeant avec Stephen King contre les droits d'adaptation de la mini-série L'Hôpital et ses fantômes que King a beaucoup aimé et qu'il aimerait adapter pour la télévision américaine (ce qu'il fera avec Kingdom Hospital). David Koepp veut dès le début avoir Johnny Depp dans le rôle principal et finit par obtenir son accord. Depp s'inspire pour incarner son personnage d'une période de la vie de Brian Wilson durant laquelle celui-ci ne sortait jamais de chez lui. Quant à John Turturro, c'est son fils qui l'encourage à accepter le rôle.

### Tournage
Le tournage s'est déroulé de juillet à octobre 2003 au lac Sacacomie, à Bromont, Montréal, North Hatley et Saint-Alexis-des-Monts, au Canada, ainsi qu'à New York aux États-Unis,.

## Accueil

### Box-office
Le film a connu un succès commercial modéré, rapportant 92 913 171 de dollars au box-office mondial (soit un peu plus de deux fois son budget), dont 48 022 900 de dollars aux États-Unis et au Canada. Il a réalisé 463 981 entrées en France, 131 454 au Québec, 105 009 en Belgique et 73 209 en Suisse.

### Accueil critique
Il a reçu un accueil critique assez mitigé, recueillant 46 % de critiques favorables, avec un score moyen de 5,5⁄10 et sur la base de 159 critiques collectées, sur le site Rotten Tomatoes. Sur le site Metacritic, il obtient un score de 46⁄100, sur la base de 34 critiques collectées.
En France, le film obtient une note moyenne de 3 étoiles sur 5 sur la revue de presse d'Allociné. Parmi les critiques positives, Naomi Serviss, de L'Écran fantastique, évoque une « révélation savoureuse, fascinante et inattendue de la plongée dans l'autodestruction mégalomaniaque » ; Aurélien Ferenczi, de Télérama, met en avant « la coloration politiquement très incorrecte de cette intrigue où les notions de bien et de mal, de héros positif et de justice immanente en prennent un coup » ; Gérard Delorme, de Première loue l'interprétation de Johnny Depp qui « hisse l'exercice à un niveau supérieur à travers un rôle techniquement difficile » ; Jean-Baptiste Herment, de Mad Movies, évoque « une adaptation plutôt fidèle et réussie » avec « un climax totalement différent » et « caustique en diable » ; et Olivier De Bruyn, du Point, souligne lui aussi le jeu de Johnny Depp et « l’ambiguïté drolatique », grâce à qui le film « devient un exercice hitchcockien agréablement alambiqué ».
Du côté des critiques négatives, Jean-François Rauger, du Monde, évoque une « voie bien trop balisée pour permettre tout effet de surprise » et une « déception » ; Amélie Dubois, des Inrockuptibles, « un thriller prévisible et grand-guignolesque » ; Marie-Elisabeth Rouchy, du Nouvel Observateur, trouve « frustrant » « d'avoir une bonne longueur d'avance sur le héros » malgré la « remarquable interprétation de Johnny Depp et John Turturro » ; et Stéphane Brisset, de L'Express, trouve l'« intrigue décevante » et un « exercice de style qui tourne à vide, d'autant qu'il est parasité par un Johnny Depp en roue libre ».

## Distinctions
Le film a été nommé aux Teen Choice Awards 2004 dans la catégorie du meilleur thriller et John Turturro a été nommé aux Saturn Awards 2005 dans la catégorie du meilleur acteur dans un second rôle.